# Aethiothemis ellioti
Aethiothemis ellioti – gatunek ważki z rodziny ważkowatych (Libellulidae). Występuje w środkowej i południowej Afryce; jego obecność stwierdzono w Angoli, Zambii i Demokratycznej Republice Konga.